# 鳥島近海地震
鳥島近海地震（とりしまきんかいじしん）とは、日本の伊豆諸島に位置する鳥島の近海で発生する地震を称していうものである。

## 概要
鳥島近海や小笠原諸島西方沖、東海道南方沖などの海域ではしばしば深さ350kmから500km前後の深発地震が発生するほか、鳥島近海の浅い場所で発生する地震ではマグニチュード6未満でも津波を発生させることがある（津波地震）。
鳥島近海で発生する津波地震は、長波近似を用いた津波伝播シミュレーションにより、円形の隆起の津波波源モデルが提唱された（Satake and Kanamori, 1991）。震源メカニズムは地下浅部でマグマ貫入に伴う水圧破砕（Kanamori et al., 1993）や、スミスカルデラの環状断層（Ekström, 1994）の火山活動に伴うCLVD型の地震モデルが推定されているほか、三反畑ほか (2020)は「カルデラ直下のシル状マグマだまりで高圧化したマグマによって環状断層が破壊する"trapdoor faulting (引き上げ戸状断層破壊)"」によって津波が発生したと推定した。
一方、深発地震では、震央より離れた場所で最大震度を記録する「異常震域」という現象を伴う事が多い。

### 2023年鳥島近海の群発地震・津波・孀婦海山の噴火
2023年10月2日から孀婦岩の北西沖付近でM4～5台の群発地震が発生。活動は激しく、10月3日にMw6.0、10月5日にMw6.1、10月6日にMw6.1と、M6を超える地震も何度か発生した。八丈島では5日の地震で30cmの津波を、6日の地震では20cmの津波を観測した。
10月9日午前4時から6時にかけて孀婦岩の西方を震央とするmb4～5程度の群発地震が発生すると、同日午前6時35分に八丈島八重根で津波を観測。これを受けて気象庁は6時40分に津波注意報を発表した。最大津波高は八丈島の70cm。この津波によって、八丈島と神津島で複数の小型船が転覆する被害が発生した。
9日の群発地震と同時に、震央付近を波源とするT相（水中音波）が少なくとも14回海底地震計によって観測され、宮崎県や鹿児島県の沿岸ではこのT相により震度1～2の揺れを13回観測した。また、海底水圧アレイ観測では、T相の波源に対応できる津波が1時間半に渡って10回以上発生。イベント後半ほど大きな津波を引き起こしたとみられる。
これらは、9日の群発地震とT相・津波の波源は同一の事象を起源としていることを示唆する。
9日午前4時～6時の活動以降、地震活動は低下した。
その後、10月20日に海上保安庁が鳥島の西方約50km付近で漂流軽石を発見。10月27日から31日かけて気象庁の観測船でこの軽石が採取された。このうちの白色の軽石は、非常に新鮮で、ごく最近生成されたとみれる。この白色の軽石の化学組成は、SiO2含有量70.5–72.0 wt.%、Na2O+K2O含有量6.3–6.5 wt.%のデイサイト〜流紋岩質の岩石で、Ba/La比が約19、La/Sm比が約2であり、背弧リフト帯の海底火山の噴出物である可能性を示唆した。
11月10日～12日、JAMSTECが9日の群発地震によるT相の波源付近の海底を調査したところ、孀婦海山山頂の水深約900mに直径約6kmのカルデラが存在していることを発見した。孀婦海山は背弧リフト内に存在する火山であるが、この火山と9日の地震・津波や漂流軽石との関係は不明であった。
2024年1月18～22日、海上保安庁が鳥島から孀婦岩にかけての海域で海底地形調査を実施した。2022年にJOGMECが傭船により取得した海底地形データと比較した結果、孀婦海山カルデラ内の火口丘が一部消失し、その場所に直径約1.6kmの火口が新たに形成されていることが判明した。この火口形成によって、2022年と比較して水深が最大で451m深くなり、推定0.43km3の火山体が失われた。一方、火口周辺では噴出物や崩壊物が堆積し水深が浅くなった場所もある。また、新火口の北麓では長さ4km・幅1kmに渡って抉れたように水深が浅くなっており、斜面崩壊が発生したと考えられている。斜面崩壊の体積は推定0.14km3。これらの海底噴火の痕跡は、上記の地震・津波イベントと関係がある可能性が極めて高いとしている。

## 主な観測記録
鳥島近海（津波が発生したもの、M7.0以上の深発地震のいずれかを満たすもの）、東海道南方沖（M7.0以上の深発地震）での観測記録の一覧。有感地震のMは気象庁による。
下記のほか、この地域に2020年7月30日9時36分に深さ60キロ・M5.8の地震（津波及び有感地震なし）が発生したが、緊急地震速報ではこの地震を「震源は千葉県南方沖、規模M7.3」と認識し、関東甲信越・東海地方全域と福島県に緊急地震速報（警報）が発報された。

### 浅発地震
- 1984年6月13日 - Mj 5.9 鳥島近海[22]。八丈島の八重根漁港で130cmから150cmの津波が観測されるなど、伊豆諸島や房総半島から四国にかけて津波を観測、津波マグニチュード(Mt)は 7.3[23] と地震規模に比較して津波の規模が異常に大きな津波地震であった。当時の観測記録のなかで、最も小さいマグニチュードで津波を発生させた地震である[24]。
- 1996年9月5日 - Mj 6.2 鳥島近海（スミスカルデラ付近[21]）で発生。地震の規模から推定されるより大きな津波(館山 5cm、大島 20cm、三宅島 16cm、八丈島 26cm)が発生している[25]。
- 2006年1月1日 - Mj 5.9 鳥島近海（スミスカルデラ付近[21]）。最大17 cmの津波が観測されている[26]。
- 2006年10月24日 - Mj 6.8 鳥島近海（月曜海山付近）。発震機構は正断層型。この地震によって伊豆諸島などで微弱な津波を観測した。最大の観測値は三宅島で13cm[27]。
- 2015年5月3日 - Mj 5.9 鳥島近海（スミスカルデラ付近[21]）。地震の規模が小さかったため、気象庁は津波は発生しないと予測していた。しかし八丈島で0.5mの津波が観測されたため、急遽伊豆諸島と小笠原諸島に津波注意報を発表した。被害はなかった[28]。この津波波源はミスカルデラ内で マグマ貫入によって[6]生じた1mを超える海底の隆起が原因とする研究がある[29]。
- 2018年5月6日 - Mj 5.7 鳥島近海 (スミスカルデラ付近[7])。八丈島で0.3mの津波を観測[30]。
- 2023年10月5日 - Mj 6.5 鳥島近海。八丈島の八重根漁港で30センチの津波を観測[31]。
- 2023年10月9日 - Mj 不明 鳥島近海 八丈島で60cmの津波を観測。伊豆諸島や小笠原諸島、千葉県、高知県、九州の太平洋沿岸で数十センチの津波を観測。
- 2024年9月24日 - Mj 5.8 鳥島近海 (北緯31度29.0分・東経140度7.8分) 深さ19km[32]。気象庁は伊豆諸島と小笠原諸島に津波注意報を発表[33]。八丈島・八重根で最大50cmの津波を観測[34]。海底火山のマグマが上昇し海底の隆起が生じる「トラップドア断層破壊」という現象が発生した可能性が指摘されている[34]。なおこの地震は、日本周辺で津波を発生させた地震としてはマグニチュードが最も小さかった。

### 深発地震
- 1974年11月30日[15] - M 7.3 鳥島近海で発生。最大震度 4、深さ454km。
- 1978年3月7日 - M 7.2 東海道南方沖で発生。最大震度 4、深さ440km。
- 1984年3月6日 - M 7.6 鳥島近海で発生。最大震度 4、深さ452km。死者：1名 負傷者：1名
- 1993年10月12日 - M 6.9 東海道南方沖で発生。最大震度 4、深さ391km[35]。
- 2012年1月1日 - M 7.0 鳥島近海で発生。震源の深さ約397 km[36]、東北地方・関東地方の広い範囲で最大震度4が観測された[37][38]。福島第一原子力発電所・福島第二原子力発電所に地震による安全上に支障がある異常は出なかった[39]。地震発生後、東北新幹線などが一時運転を見合わせ、高速道路の一部区間が不通となった[40][41]。